# Lijst van voetbalinterlands Britse Maagdeneilanden - Saint Vincent en de Grenadines (vrouwen)
Deze lijst van voetbalinterlands is een overzicht van alle officiële voetbalinterlands tussen de nationale vrouwenteams van de Britse Maagdeneilanden en Saint Vincent en de Grenadines. De landen hebben tot nu toe één keer tegen elkaar gespeeld. 

## Wedstrijden
| № | Plaats    | Datum        | Competitie                                       | Wedstrijd                                               | Uitslag |
| - | --------- | ------------ | ------------------------------------------------ | ------------------------------------------------------- | ------- |
| 1 | Kingstown | 6 april 2022 | Noord-Amerikaans kampioenschap 2022 kwalificatie | Saint Vincent en de Grenadines − Britse Maagdeneilanden | 5 − 1   |

## Samenvatting
| Competitie                                  | Totaal gespeeld | Winst Britse Maagdeneilanden | Gelijk | Winst Saint Vincent en de Grenadines | Doelsaldo Britse Maagdeneilanden – Saint Vincent en de Grenadines |
| ------------------------------------------- | --------------- | ---------------------------- | ------ | ------------------------------------ | ----------------------------------------------------------------- |
| Noord-Amerikaans kampioenschap kwalificatie | 1               | 0                            | 0      | 1                                    | 1 − 5                                                             |
| Totaal                                      | 1               | 0                            | 0      | 1                                    | 1 − 5                                                             |